# Gammarus jacksoni
Gammarus jacksoni is een vlokreeftensoort uit de familie van de Gammaridae. De wetenschappelijke naam van de soort is voor het eerst geldig gepubliceerd in 1995 door Morino & Whitman.